# Waiting for the Sun (nummer van The Doors)
"Waiting for the Sun" is een nummer van de Amerikaanse band The Doors. Het nummer werd uitgebracht op hun album Morrison Hotel uit 1970. Op 30 september 1971 werd het nummer in enkele landen uitgebracht als single.

## Achtergrond
"Waiting for the Sun" is, net zoals de meeste nummers van The Doors, geschreven door zanger Jim Morrison en geproduceerd door Paul Rothchild. Het nummer was oorspronkelijk geschreven voor het derde album van de band uit 1968, eveneens genaamd Waiting for the Sun, maar de band was niet blij met de opname. Twee jaar later werd een nieuwe opname van het nummer alsnog uitgebracht op Morrison Hotel. Het nummer gaat over de zoektocht naar de American Dream, die nooit wordt voltooid.
"Waiting for the Sun" werd oorspronkelijk niet uitgebracht als single. Na het overlijden van zanger Morrison op 3 juli 1971 verscheen het nummer alsnog op single, alhoewel dit alleen in Nederland en België gebeurde. Het bereikte de zeventiende plaats in de Nederlandse Top 40 en de veertiende plaats in de Daverende Dertig, terwijl in de voorloper van de Waalse Ultratop 50 plaats 44 werd behaald. In 1996 speelde de band Soundgarden het nummer live tijdens een concert. Een opname hiervan werd in 2011 uitgebracht op het livealbum Live on I-5.

## Hitnoteringen

### Nederlandse Top 40
| Hitnotering: 23-10-1971 t/m 20-11-1971 | Hitnotering: 23-10-1971 t/m 20-11-1971 | Hitnotering: 23-10-1971 t/m 20-11-1971 | Hitnotering: 23-10-1971 t/m 20-11-1971 | Hitnotering: 23-10-1971 t/m 20-11-1971 | Hitnotering: 23-10-1971 t/m 20-11-1971 | Hitnotering: 23-10-1971 t/m 20-11-1971 |
| Week                                   | 1                                      | 2                                      | 3                                      | 4                                      | 5                                      |                                        |
| -------------------------------------- | -------------------------------------- | -------------------------------------- | -------------------------------------- | -------------------------------------- | -------------------------------------- | -------------------------------------- |
| Positie                                | 33                                     | 20                                     | 17                                     | 17                                     | 31                                     | uit                                    |

### Daverende Dertig
| Hitnotering: 23-10-1971 t/m 20-11-1971 | Hitnotering: 23-10-1971 t/m 20-11-1971 | Hitnotering: 23-10-1971 t/m 20-11-1971 | Hitnotering: 23-10-1971 t/m 20-11-1971 | Hitnotering: 23-10-1971 t/m 20-11-1971 | Hitnotering: 23-10-1971 t/m 20-11-1971 | Hitnotering: 23-10-1971 t/m 20-11-1971 |
| Week                                   | 1                                      | 2                                      | 3                                      | 4                                      | 5                                      |                                        |
| -------------------------------------- | -------------------------------------- | -------------------------------------- | -------------------------------------- | -------------------------------------- | -------------------------------------- | -------------------------------------- |
| Positie                                | 30                                     | 20                                     | 14                                     | 14                                     | 21                                     | uit                                    |

### NPO Radio 2 Top 2000
| Nummer met noteringen in de NPO Radio 2 Top 2000 | '99 | '00 | '01 | '02-'08 | '09  | '10  | '11  | '12  | '13 | '14  | '15  | '16  | '17  | '18  |
| ------------------------------------------------ | --- | --- | --- | ------- | ---- | ---- | ---- | ---- | --- | ---- | ---- | ---- | ---- | ---- |
| Waiting for the Sun                              | 500 | -   | 767 | -       | 1217 | 1176 | 1215 | 1259 | 996 | 1370 | 1770 | 1820 | 1989 | 1936 |

1. ↑  Een '-' betekent dat het nummer niet was genoteerd en een vetgedrukt getal geeft de hoogste notering aan.
2. ↑  Deze tabel is bijgewerkt tot en met de laatste editie (2024).